# Isepeolus wagenknechti
Isepeolus wagenknechti är en biart som beskrevs av Toro och Rojas 1968. Isepeolus wagenknechti ingår i släktet Isepeolus och familjen långtungebin. Inga underarter finns listade i Catalogue of Life.

## Bildgalleri

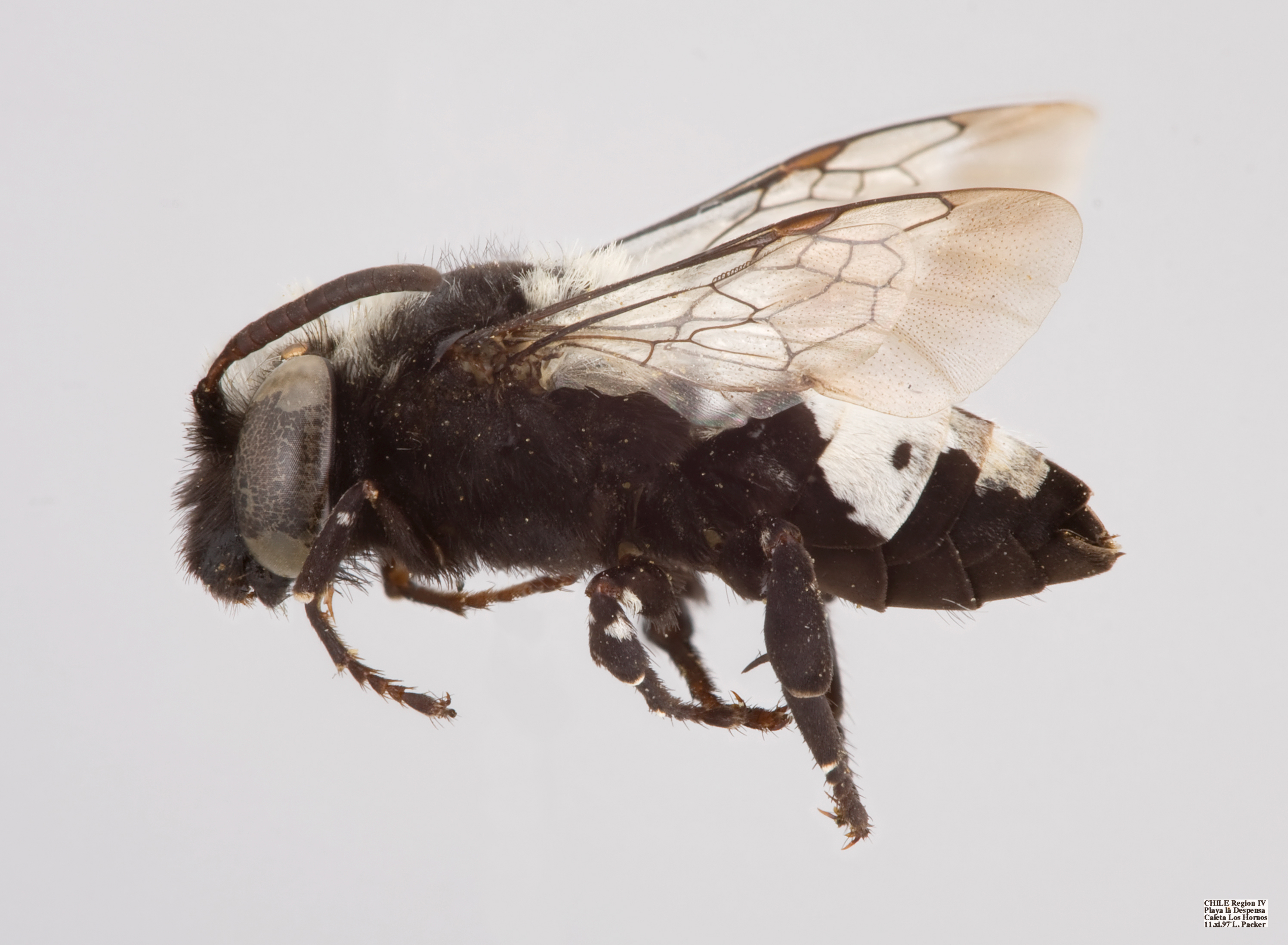